# الفراشة الإفريقية
الفراشة الصفراء (بالإنجليزية: Colias electo )‏ الفراشة الأفريقية ذات الظلال الصفراء أو فراشة لوسيرن، هي فراشة من عائلة كرنبيات. توجد في شرق وجنوب أفريقيا، وكذلك شبه الجزيرة العربية. حيث تعيش في الجبال ذات الأراضي العشبية معتدلة الحرارة.
يمتد طول جناحيها 35–40 مليمتر (1.4–1.6 بوصة) للذكور 32–40 مليمتر (1.3–1.6 بوصة) للإناث. حيث تبقى الفراشات البالغة بالجناح طوال العام، في ذروة الفترة من أبريل إلى أغسطس.
تتغذى اليرقات على برسيم حجازي، نبات تريفوليوم ، نبات بيقية وزهرة العنقود السنطية.

## الأنواع
- ج. ه. الكهربائية (جنوب أفريقيا وجنوب موزامبيق وناميبيا وزيمبابوي وزامبيا)
- ج. ه. هيكات ستريكر، 1900 (أنغولا وجنوب زائير وشمال زامبيا وشمال غرب ملاوي)
- ج. ه. pseudohecate Berger ، 1940 (ملاوي، تنزانيا، كينيا، أوغندا، شرق زائير، رواندا، بوروندي، جنوب السودان، جنوب إثيوبيا وشمال الصومال)
- ج. ه. مينيليكي بيرغر، 1940 (وسط وشمال إثيوبيا وإريتريا)
- ج. ه. فيلبي برجر، 1953 (جنوب وغرب شبه الجزيرة العربية)
- ج. ه. manengoubensis Darge ، 1968 (شرق نيجيريا، الكاميرون)